# Oliarus kaiulani
Oliarus kaiulani är en insektsart som beskrevs av Giffard 1925. Oliarus kaiulani ingår i släktet Oliarus och familjen kilstritar. Inga underarter finns listade i Catalogue of Life.